# Isla de Maipo
Isla de Maipo es una comuna de la zona central de Chile, ubicada en la Región Metropolitana de Santiago, perteneciente al sector surponiente de la conurbación de Santiago y a la provincia de Talagante. Limita al norte con Talagante, al noroeste con El Monte, al este con Buin, y al sur con Paine, estas dos últimas comunas de la provincia de Maipo. 

## Etimología
La comuna de Isla de Maipo recibe su nombre debido a que esos territorios eran atravesados por diversos brazos del Río Maipo. Por su parte, La Islita era una porción de tierra más pequeña rodeada por los brazos del río.

## Historia
Francisco Solano Asta-Buruaga y Cienfuegos escribió en 1899 en su Diccionario Geográfico de la República de Chile: 337  se refiere al lugar como 'aldea':

Isla de Maipo.-—Se forma entre brazos del río de este nombre, al lado sur del departamento de la Victoria, y dista unos 40 kilómetros al SO. de su capital San Bernardo. Comprende unos centros de caseríos casi contiguos, que se distinguen con las denominaciones de villa Grande, villa Chica y villa de las Vegas. Constan de una prolongada calle de oriente á occidente, dividida por callejuelas transversales y espacios cultivados. Su conjunto contiene 961 habitantes, oficinas de registro civil y de correo, una pequeña iglesia, &c.

El geógrafo chileno Luis Risopatrón lo describe como una ‘aldea’ en su libro Diccionario Jeográfico de Chile en el año 1924:: 220 

Isla de Maipo (Villa) 33° 45' 70° 54'. Es de oríjen indíjena i consta de una prolongada calle estendida de E a W, dividida por callejuelas trasversales i espacios cultivados, que comprenden unos centros de caseríos casi contiguos, llamados villa Grande, villa Chica i villa de Las Vegas; cuenta con servicio de correos, rejistro civil i escuelas públicas i se encuentra entre los brazos del curso medio del rio Maipo, al N de la confluencia del estero de La Angostura. Obtuvo el título de villa por decreto de 2 de junio de 1902. 62, II, p. 142; 155, p. 337; i 156; aldea en 68, p. 111; i pueblo en 63, p. 261; i 101, p. 443.

Una comunidad que nace entorno al rio Maipo.
Según se narra en el documental "Un poco más allá del Maipo" un 26 de diciembre de 1899 Isla de Maipo fue declarada como comuna independiente después de un proceso político-social iniciado un año antes, producto de las inundaciones que se producían en aquella época.
La Isla de Maipo venía acarreando muchas inundaciones prácticamente todos los años. Sin embargo, la inundación que marca el punto de inflexión fue la inundación del 7 de diciembre de 1898 cuando inicia el proceso de independencia comunal. La Isla de Maipo venía acarreando muchas inundaciones prácticamente todos los años. Sin embargo, la inundación que marca el punto de inflexión fue la inundación del 7 de diciembre de 1898 cuando inicia el proceso de independencia comunal.
Ante la falta de auxilio por parte de las autoridades de la época. Los vecinos de Isla de Maipo se encaminaron a buscar la independencia comunal. La ayuda,  el parlamento, estuvo a cargo del Diputado Daniel Santelices. Por esto, los vecinos de Isla de Maipo, deciden cambiar el nombre de la avenida Comercio por el nombre de avenida Santelices, en honor al diputado. Un 26 de diciembre de 1899 se decretó la comuna de Isla de Maipo. Dictada por el presidente, Federico Errázuriz, en el decreto de la época. En mayo de 1900 se levanta la primera corporación edilicia, en donde el pueblo de Isla de Maipo dio su preferencia a los que lucharon por aquella autonomía comunal, siendo el David López el primer alcalde electo de la comuna, descendiente de colono Juan López de Córdova.

## Medio ambiente

### Geomorfología y componentes abióticos

Trazado simplificado de los ecosistemas y cuerpos de agua presentes en la comuna de Isla de Maipo.

La comuna de Isla de Maipo se encuentra emplazada en las unidades geomorfológicas de Cordillera de la costa y Cuenca de Santiago; y presenta según la clasificación climática de Köppen clima mediterráneo de lluvia invernal (Csb) y clima mediterráneo de lluvia invernal de altura (Csb (h)). Esta además se halla en la cuenca hidrográfica de río Maipo. Además, la comuna posee diversos cuerpos de agua, entre los que se destacan el río Maipo.

### Componentes bióticos
Dentro del territorio de la comuna se pueden hallar los siguientes ecosistemas:   
- Bosque caducifolio mediterráneo costero donde predominan Nothofagus macrocarpa y Ribes punctatum (Vulnerable)
- Bosque esclerófilo mediterráneo andino donde predominan Quillaja saponaria y Lithrea caustica (Vulnerable)
- Bosque esclerófilo mediterráneo costero donde predominan Cryptocarya alba y Peumus boldus (Vulnerable)
- Bosque esclerófilo mediterráneo costero donde predominan Lithrea caustica y Cryptocarya alba (Casi amenazado)
- Bosque espinoso mediterráneo interior donde predominan Acacia caven y Prosopis chilensis (Vulnerable)

### Medidas de protección ambiental y conflictos socioambientales
Hasta 2022, la comuna de Isla de Maipo cuenta con las siguientes zonas que poseen algún nivel de protección ambiental:  
- Cerro Lonquén (Sitios ERB)[13]
- Cordón de Cantillana (Sitios Ley 19.300)[14]
- Humedal Río Maipo de Isla de Maipo (Humedal urbano)[15]
- Humedal Río Mapocho, Talagante - El Monte (Humedal urbano)[16]

## Demografía

### Localidades
Entre sus localidades y sectores urbanos se encuentra Isla centro, principal núcleo urbano y comercial de la comuna, La Islita, Gacitúa, La Villita, San Vicente de Naltahua, Llavería, San Antonio de Naltahua, Puntilla de Lonquén, Villa y Monte Las Mercedes, Arquería, La Ballica y Lonquén.

#### La Islita
La Islita es el segundo núcleo urbano de la comuna, donde se concentra la mayor cantidad de Villas y poblaciones. La arteria principal del sector es la avenida Balmaceda, arteria de entrada y salida del sector. En esta calle se encuentran los diversos servicios, como son la Escuela República de Italia, supermercados, panaderías, botillerías, viñas, la 2.ª Compañía de Bomberos de Isla de Maipo, José Canepa Vacarezza, Cooperativa de agua potable Santa Margarita, fundos, locales de comida rápida, Retén de Carabineros, Iglesias, etc.
En cuanto a las villas y poblaciones, se encuentran, de norte a sur, El Maitén, San Luis, Alborada, Gabriela Mistral, Chile, Bicentenario (el conjunto habitacional más grande de la Región Metropolitana), Cancha de Carreras 1 y 2, Villa El Gomero, Villa Altos de Cantillana I y II y Villa Aires del Maipo.
También posee centros recreativos, que cuentan con piscinas y amplios espacios de pícnic. Estos son La Herradura, Valtier, Parque Oasis y Don Yayo  que son un lugar preciso para pasar unas buenas vacaciones.

## Administración

### Municipalidad
La Ilustre Municipalidad de Isla de Maipo es dirigida desde 2021 por el alcalde Juan Pablo Olave Cambara (Ind./Chile Vamos), el cual es asesorado en el período 2024-2028 por los concejales:
- Jorge Alfaro Acevedo (FA)
- Maximiliano Genskowski Inostroza (UDI)
- Verónica Vargas Alfaro (Ind./UDI)
- Miguel Olave Gutiérrez (UDI)
- Hernán Leiva Lissembart (RN)
- Richard Herrera Guerrero (REP)

### Representación parlamentaria
Isla de Maipo integra el distrito electoral n.º 14 y pertenece a la 7.ª circunscripción senatorial (Región Metropolitana). De acuerdo a los resultados de las elecciones parlamentarias de Chile de 2021, Isla de Maipo es representada en la Cámara de Diputados del Congreso Nacional por los siguientes diputados en el periodo 2022-2026:
Socialismo Democrático (3)
- Raúl Leiva Carvajal (PS)
- Leonardo Soto Ferrada (PS)
- Camila Musante Müller (Ind/PPD)

Chile Vamos (1)
- Juan Antonio Coloma Álamos (UDI)

Fuera de coalición:
- Juan Irarrázaval Rossel (REP)
- Marisela Santibañez (Independiente)

A su vez, en el Senado la representan Fabiola Campillai Rojas (Ind), Claudia Pascual (PCCh), Luciano Cruz Coke (EVOP), Manuel José Ossandon (RN) y Rojo Edwards (PSC) en el periodo 2022-2030.

## Economía
Es una comuna agrícola, principalmente dedicada al cultivo de viñedos, y otros frutos propios de su clima mediterráneo. Entre sus viñas más reconocidas se encuentran Viña De Martino, Santa Ema, Terra Mater, Tarapacá, Morandé y Sol y Viento.
Dentro de su economía se encuentra la segunda Cooperativa más antigua de Chile, la cual desde 1949 ha prestado servicios a los vecinos de la comuna y lleva el nombre de Cooperativa de Ahorro y Crédito Isla de Maipo limitada (ISLACOOP).
En 2018, la cantidad de empresas registradas en Isla de Maipo fue de 663. El Índice de Complejidad Económica (ECI) en el mismo año fue de 0,1, mientras que las actividades económicas con mayor índice de Ventaja Comparativa Revelada (RCA) fueron Elaboración de Almidón y sus Derivados (334,37), Fabricación de Papel y Cartón (155,16) y Reparación de Cojinetes, Engranajes, Trenes de Engranajes y Piezas de Transmisión (91,35).

## Servicios públicos

### Seguridad
Las Fuerzas de Orden y Seguridad de Chile están compuestas por Carabineros de Chile y la Policía de Investigaciones de Chile o PDI. La Unidad Policial territorial de la PDI en la comuna es la Brigada de Investigación Criminal Talagante o BICRIM Talagante, con área de competencia en las comunas de Talagante, El Monte e Isla de Maipo, cuya función principal es investigar delitos de distinta índole a nivel local encomendadas por los Tribunales de Justicia y el Ministerio Público, como también acoger denuncias, entre otras labores. Esta Unidad Policial, al igual que sus pares, cuenta con grupos internos, uno de ellos dedicado a la investigación del tráfico de drogas en pequeñas cantidades, es denominado Grupo Microtráfico Cero o MT-0, además de contar con una Oficina de Análisis Criminal.

## Identidad cultural

### Fiesta de la Virgen de La Merced
Una de las tradiciones en Isla de Maipo, es la Fiesta de La Virgen de La Merced. Esta festividad se celebra, el último domingo del mes de septiembre de cada año. La festividad, convoca a más de ochenta mil peregrinos de todas partes de la región incluso de todo el país y del extranjero.
En años anteriores, eran habituales las crecidas del río Maipo, sobre todo en el actual sector de Las Mercedes. Cuenta la tradición que un año la crecida fue tal que amenazó con destruir casas y predios, por lo que un grupo de creyentes llevaron la figura de la Virgen de La Merced hasta el río y rogaron para que volviese a su cauce natural. A cambio, prometieron pagar su ruego el último domingo de cada septiembre, donde un grupo de personas harían una peregrinación por las calles de la comuna junto a la figura de la virgen. A las horas de efectuado este ruego, las aguas del río comenzaron a tomar su curso natural.
Además, en Isla de Maipo se celebran distintas fiestas culturales. Una de ellas es La Fiesta de la Vendimia. Como lo dice su nombre la vendimia se celebra cada año, convocando desde los pobladores de la comuna hasta turistas extranjeros. Esta Fiesta de la Vendimia ofrece al turista conocer el arte culinario de la comuna, y sobre todo la buena calidad de sus vinos, pudiendo disfrutar de un paseo por la calle principal, hasta donde se encuentra la plaza de Armas de la comuna, que se convierte en un gran comedor, en el cual se puede disfrutar de música folclórica, clásica, jazz y rock en vivo. En 2017, la Fiesta de la Vendimia fue los días 1 y 2 de abril.

### Detenidos desaparecidos
Durante los días posteriores al golpe de Estado comenzaron las persecuciones políticas en Isla de Maipo.  Uno de los primeros y más impactantes casos fue la detención y desaparición forzada de dos campesinos, hechos que más tarde serían conocidos como el caso Naltagua.
- Guillermo del Carmen Bustamante Sotelo (39 años)
- Juan de Dios Salinas Salinas (29 años)

Según se narra en el documental "Días Tristes en Isla de Maipo" el día 7 de octubre de 1973 fueron detenidos y desaparecidos: 
- Astudillo Álvarez, Enrique (51 años)
- Astudillo Rojas, Omar (20 años)
- Astudillo Rojas, Ramón (27 años)
- Brant Bustamante, Miguel (17 años).
- Hernández Flores, Óscar (no identificado)
- Hernández Flores, Carlos (39 años)
- Hernández Flores, Nelson (32 años)
- Herrera Villegas, José Manuel (17 años)
- Maureira Lillo, Sergio (46 años)
- Maureira Muñoz, Rodolfo Antonio (22 años)
- Maureira Muñoz, Sergio Miguel (27 años)
- Maureira Muñoz, Segundo Armando (24 años)
- Maureira Muñoz, José Manuel (26 años)
- Navarro, Manuel (no identificado)
- Ordóñez Lamas, Iván (17 años).

El Caso Hornos de Lonquén se convierte en el caso icono de los detenidos desaparecidos en dictadura, que desmiente a la junta militar ante sus defensas en la ONU y ante todo el mundo. Actualmente, los restos se encuentran en un monumento conmemorativo en el cementerio parroquial de Isla de Maipo.

## Deportes

### Fútbol
La comuna de Isla de Maipo ha tenido a un club participando en los Campeonatos Nacionales de Fútbol en Chile.
- Isla de Maipo (Cuarta División 1986-1990).

### Basketball
Isla de Maipo consta de algunos centros deportivos para la práctica del basketball, como son la cancha del estadio, que se encuentra al lado de la Escuela Básica Efraín Maldonado Torres, y la cancha de la calle Lo Herrera que queda al frente de la esquina de El Zaguán con Lo Herrera.
Competitivamente, se han organizado y se organizan competencias comunales de basketball, donde compiten todos los colegios de la comuna que se inscriben y donde juegan estos en las distintas canchas que tienen las escuelas de la comuna.

## Transporte

### Vialidad
Se puede llegar desde la ciudad de Santiago a través de la Autopista del Sol, bajando en el peaje de Talagante-Isla de Maipo y conducir al sur 10 km por el Camino a Isla de Maipo. También se puede llegar a través de Camino a Lonquén, pasando a través de Lonquén, llegando a La Islita.
Otra opción es tomar la carretera Panamericana hacia el sur, bajando en Buin y tomando el Camino Buin-Maipo, Maipo-Viluco y después la avenida Bernardo O'Higgins, cruzando el puente Lonquén.
Desde el Sur: Por la carretera 5 Sur, bajar en el peaje Paine y tomar el Camino Paine-Viluco-Isla de Maipo, cruzando el puente Lonquén.
Desde la costa: Bajar en la salida Talagante-Isla de Maipo de la Autopista del Sol y tomar la ruta hacia el sur.

### Transporte
También existen dos líneas de autobuses desde el Terminal San Borja, Estación Central: Las líneas Islaval y Flota Talagante. Los recorridos son Isla de Maipo-Caperana por Camino a Lonquén-Plaza Oeste e Isla de Maipo-Población-La Villita por Camino a Melipilla. También se cuenta con servicios directos y por autopista para ambos recorridos. El precio, a cerca de 2022, es de $1100 los adultos a La Islita, $1200 los adultos a La Isla Centro.

## Medios de comunicación

### FM
- 106.3 MHz - Radio Isla
- 106.9 MHz - Radio Origen
- 107.5 MHz - Radio Promesas

### En línea
- www.islitatv.cl - Canal Comunitario Islita TV[22]

- www.radiomaipo.cl - Radio Maipo Comunitaria

### Televisión Digital
- Canal 42: Canal Comunitario Provincial Únetev[23]
- Canal 48: Canal Comunitario Islita TV [22]